# エングルウッド (カリフォルニア州)
エングルウッド（英: Englewood、旧称：エングルベール、Englevale）とは、カリフォルニア州ハンボルト郡にある非法人地域である。レッドクレストから東南東800メートル、標高111メートルのところに位置している。この地域には家が何軒かと廃墟になったイール川製材所がある。
エングルウッド郵便局は1880年から1891年まで、エングルベール郵便局は1893年から1894年まで運営されていた。